# Clivus Victoriae
Le Clivus Victoriae (« voie inclinée de la Victoire ») était une rue de la Rome antique qui, comme son nom l’indique, (latin clivus signifiant pente, montée) avait un parcours en dénivelé.
Partant du Vélabre, elle montait au Palatin en longeant le versant occidental puis le nord de cette colline pour terminer au clivus Palatinus. Il n’en reste que quelques tronçons pavés.

## Origine du nom
Cette ruelle doit son nom au temple de la Victoire, qui devait se trouver à proximité.

## Description du parcours
La montée du Palatin commençait probablement au sud de l’église orthodoxe de Saint Théodore au Palatin, près des temples de la Victoire et de Cybèle.
Suivant une inclinaison relativement constante, cette rue longe le versant ouest du Palatin jusqu'au sommet nord de la colline, surplombant le Forum Romain, où elle s'incurve résolument vers l’est. Ce dernier tronçon fut ensuite partiellement recouvert par les soubassements de la Domus Tiberiana au cours des extensions réalisées par Domitien et Hadrien (Ier et IIe siècles ). Finalement la rue rejoint le clivus Palatinus, qui reliait la Via Sacra avec le sommet de la colline en direction de la Domus Flavia. En différents endroits du parcours s’est conservé le pavement antique fait de « basolo », une pierre volcanique. Les extensions de la Domus Tiberiana ont sans doute modifié le tracé initial du clivus. Une référence probable à la reconstruction de la chaussée de cette rue à l'époque de Sylla semble être présente dans une inscription trouvée au Forum.